# Alfred Höchsmann
Alfred Höchsmann (n. 1 aprilie 1909, Sibiu, Austro-Ungaria – d. 1978) a fost un handbalist de etnie germană care a jucat pentru echipa națională a României. Höchsmann a fost component al selecționatei de 11 jucători a României care s-a clasat pe locul al cincilea la Olimpiada din 1936, găzduită de Germania. El a jucat în toate cele trei meciuri disputate de România.
În 1938, Alfred Höchsmann s-a aflat în lotul selecționatei de 11 jucători a României care s-a clasat pe locul 5 la Campionatul Mondial de Handbal de câmp din Germania.
La nivel de club, Höchsmann a fost component de bază al echipei Hermannstädter Turnverein(de) (Societatea de Gimnastică Sibiu) din Sibiu.